# Relief Pass
Relief Pass är ett bergspass i Antarktis. Det ligger i Östantarktis. Australien gör anspråk på området. Relief Pass ligger 760 meter över havet.
Terrängen runt Relief Pass är varierad. Trakten är obefolkad. Det finns inga samhällen i närheten. 